# Elmwood (Luisiana)
Elmwood es un lugar designado por el censo ubicado en la parroquia de Jefferson en el estado estadounidense de Luisiana. En el Censo de 2010 tenía una población de 4635 habitantes y una densidad poblacional de 443,41 personas por km².

## Geografía
Elmwood se encuentra ubicado en las coordenadas 29°57′14″N 90°11′15″O / 29.95389, -90.18750. Según la Oficina del Censo de los Estados Unidos, Elmwood tiene una superficie total de 10.45 km², de la cual 9.77 km² corresponden a tierra firme y (6.52%) 0.68 km² es agua.

## Demografía
Según el censo de 2010, había 4635 personas residiendo en Elmwood. La densidad de población era de 443,41 hab./km². De los 4635 habitantes, Elmwood estaba compuesto por el 67.55% blancos, el 20.37% eran afroamericanos, el 0.26% eran amerindios, el 6.56% eran asiáticos, el 0.06% eran isleños del Pacífico, el 2.31% eran de otras razas y el 2.89% pertenecían a dos o más razas. Del total de la población el 8.54% eran hispanos o latinos de cualquier raza.

## Educación
Las Escuelas Públicas de la Parroquia de Jefferson gestiona escuelas públicas.